# Fred Taylor
Pour les articles homonymes, voir Taylor.
(en) Statistiques sur pro-football-reference
Frederick Antwon Taylor, né le 27 janvier 1976 à Pahokee (Floride), est un joueur américain de football américain qui évoluait au poste de running back. Il a joué 13 saisons dans la National Football League (NFL) pour les Jaguars de Jacksonville (1998 à 2008) et les Patriots de la Nouvelle-Angleterre (2009 à 2010).

## Biographie

### Carrière universitaire
Étudiant à l'université de Floride, il a joué avec les Gators de la Floride de 1994 à 1997. Il remporte avec les Gators le championnat national universitaire de la NCAA en 1996.

### Carrière professionnelle
Il est sélectionné par les Jaguars de Jacksonville au neuvième rang de la draft 1998 de la NFL. Il est le deuxième running back sélectionné après Curtis Enis.
En 2009, il rejoint les Patriots de la Nouvelle-Angleterre.

## Statistiques
| Année              | Équipe                             | MJ                 |       | Courses | Courses | Courses | Courses |       | Passes réceptionnées | Passes réceptionnées | Passes réceptionnées | Passes réceptionnées |  | Fumbles | Fumbles |
| Année              | Équipe                             | MJ                 | Nb.   | Yards   | Moy.    | TD      | Nb.     | Yards | Moy.                 | TD                   | Nb.                  | Perdus               |  |         |         |
| 1998               | Jaguars de Jacksonville            | 15                 | 264   | 1 223   | 4,6     | 14      | 44      | 421   | 9,6                  | 3                    | 3                    | 2                    |  |         |         |
| 1999               | Jaguars de Jacksonville            | 10                 | 159   | 732     | 4,6     | 6       | 10      | 83    | 8.3                  | 0                    | 0                    | 0                    |  |         |         |
| 2000               | Jaguars de Jacksonville            | 13                 | 292   | 1 399   | 4,8     | 12      | 36      | 240   | 6,7                  | 2                    | 4                    | 2                    |  |         |         |
| 2001               | Jaguars de Jacksonville            | 2                  | 30    | 116     | 3,9     | 0       | 2       | 13    | 6,5                  | 0                    | 1                    | 1                    |  |         |         |
| 2002               | Jaguars de Jacksonville            | 16                 | 287   | 1 314   | 4,6     | 8       | 49      | 408   | 8,3                  | 0                    | 3                    | 2                    |  |         |         |
| 2003               | Jaguars de Jacksonville            | 16                 | 345   | 1 572   | 4,6     | 6       | 48      | 370   | 7,7                  | 1                    | 6                    | 4                    |  |         |         |
| 2004               | Jaguars de Jacksonville            | 14                 | 260   | 1 224   | 4,7     | 2       | 36      | 345   | 9,6                  | 1                    | 3                    | 2                    |  |         |         |
| 2005               | Jaguars de Jacksonville            | 11                 | 194   | 787     | 4,1     | 3       | 13      | 83    | 6,4                  | 0                    | 0                    | 0                    |  |         |         |
| 2006               | Jaguars de Jacksonville            | 15                 | 231   | 1 146   | 5       | 5       | 23      | 242   | 10,5                 | 1                    | 3                    | 2                    |  |         |         |
| 2007               | Jaguars de Jacksonville            | 15                 | 223   | 1 202   | 5,4     | 5       | 9       | 58    | 6,4                  | 0                    | 2                    | 1                    |  |         |         |
| 2008               | Jaguars de Jacksonville            | 13                 | 143   | 556     | 3,9     | 1       | 16      | 98    | 6,1                  | 0                    | 1                    | 1                    |  |         |         |
| 2009               | Patriots de la Nouvelle-Angleterre | 6                  | 63    | 269     | 4,3     | 4       | 2       | 17    | 8,5                  | 0                    | 1                    | 1                    |  |         |         |
| 2010               | Patriots de la Nouvelle-Angleterre | 7                  | 43    | 155     | 3,6     | 0       | 2       | 6     | 3                    | 0                    | 0                    | 0                    |  |         |         |
| Totaux en carrière | Totaux en carrière                 | Totaux en carrière | 2 534 | 11 695  | 4,6     | 66      | 290     | 2 384 | 8,2                  | 8                    | 27                   | 18                   |  |         |         |

## Palmarès

### Universitaire
- 1996 : Champion de NCAA

### NFL
- 2007 : Pro Bowl
- 2007 : Seconde équipe All-Pro